# スタディオ・エウガネオ
スタディオ・エウガネオ（Stadio Euganeo）は、イタリア・ヴェネト州パドヴァにあるサッカースタジアム。カルチョ・パドヴァがホームスタジアムとしている。本来は3万人以上を収容可能だが、安全規定によりサッカー開催時の収容人数は19,736人に制限されている。

## 概要
カルチョ・パドヴァは、1994年よりスタディオ・シルヴィオ・アピアーニに代わって本拠地として利用している。
2000/2001シーズンから2001/2002シーズンまで、セリエBに所属したASチッタデッラもエウガネオをホームとして利用した。